# Малое Варакино (Костромская область)
Малое Варакино — деревня в составе Шангского сельского поселения Шарьинского района Костромской области России. 

## История
Согласно Спискам населенных мест Российской империи в 1872 году деревня относилась к 3 стану Ветлужского уезда Костромской губернии. В ней числилось 5 дворов, проживало 24 мужчины и 25 женщин.
Согласно переписи населения 1897 года в деревне проживало 66 человек (17 мужчин и 49 женщин).
Согласно Списку населенных мест Костромской губернии в 1907 году деревня Малое Варакино (Починок) относилась к Николо-Шангской волости Ветлужского уезда Костромской губернии. По сведениям волостного правления за 1907 год в деревне числилось 16 крестьянских дворов и 94 жителя. В деревне имелась сапожная мастерская. Основным занятием жителей деревни был лесной промысел.

## Население
| 2008 | 2010 | 2014 |
| ---- | ---- | ---- |
| 0    | →0   | →0   |